# Japansk whist
Japansk whist är ett kortspel av whist-typ för två spelare. 
Vardera spelaren får först sig tilldelat tjugo kort, som läggs på bordet framför respektive spelare, fördelade på två rader med fem par kort i varje rad. Det understa kortet i paret ska ligga med framsidan nedåt och det översta kortet ska ha framsidan uppåt. Därefter får spelarna sex kort var att ha på handen. 
Spelet går ut på att vinna stick. Förhand bestämmer trumffärg. Korten spelas endera från handen eller från bordet. Har ett kort från bordet spelats, vänder man det kort som ligger under. Den som vunnit flest stick får 1 poäng per stick över 13. Vanligtvis spelar man tills en av spelarna nått 13 poäng eller mer. 
Spelet är högst troligen en svensk uppfinning från omkring sekelskiftet 1900, och spelets namn torde kunna förklaras av att ett epitet som ”japansk” vid denna tid var synonymt med något annorlunda och spännande. 

## Varianter
I den variant som går under benämningen japansk whist med gemensamt bord eller sju små hus har de båda spelarna, i stället för tio kortpar var, sju gemensamma korthögar framför sig på bordet, med fyra kort i varje hög. 